# Framvaren
Framvaren er en tærskelfjord i Farsund kommune i Agder fylke i Norge. Den er en af få meromiktiske fjorde i Norge, hvilket vil sige, at det nederste vandlag er stillestående og ikke blander sig med de øvrige lag. Fjorden er mere end 170 meter dyb på enkelte steder, og overvåges i dag af forskere som reference til andre lukkede fjorde som er forurenet af industri. På grund af sin uberørte status blev Framvaren i juni 2013, sammen med Tauterryggen og Saltstraumen, beskyttet som marint verneområde. I marine verneområder er trawlfiskeri og olieboring forbudt.
Om sommeren er der bådtræk fra Sigersvollstrand ved Eidsfjorden over Listeidet til nordsiden af Framvaren. Trækket har sparet mange småbådsejere for en anstrengende tur langs Listalandet, noget som ikke er risikofrit i ruskevejr. Trækket har i perioder været nedlagt. I syd har Framvaren udløb til Helvikfjorden ved den trange Straumen, hvor fylkesvei 679 går over kanalen på en svingbro fra 1902.